# Lynge (Sorø Kommune)
 For alternative betydninger, se Lynge. (Se også artikler, som begynder med Lynge)
Lynge er en landsby i Sydvestsjælland med 219 indbyggere  (2024). Lynge er beliggende to kilometer syd for Frederiksberg, fire kilometer syd for Sorø og 21 kilometer øst for Slagelse. Byen tilhører Sorø Kommune og er beliggende i Lynge Sogn. Lynge Kirke ligger i byen.